# Az Even Stevens epizódjainak listája
Ez a lap az Even Stevens című sorozat epizódjainak listája. Az Even Stevens egy amerikai vígjátéksorozat (sitcom), amelyet Matt Dearborn készített a Disney Channel számára 2000-ben. A műsor a Stevens családról szól, és azon belül is a két igazi főhősről, Renről és Louisról. 3 évadot élt meg 65 epizóddal.

## Évados áttekintés
| Évad | Évad | Epizódok | Eredeti sugárzás  | Eredeti sugárzás  |
| Évad | Évad | Epizódok | Évadpremier       | Évadfinálé        |
| ---- | ---- | -------- | ----------------- | ----------------- |
|      | 1    | 21       | 2000. június 17.  | 2001. február 23. |
|      | 2    | 22       | 2001. június 15.  | 2002. február 15. |
|      | 3    | 22       | 2002. február 22. | 2003. június 2.   |
|      | Film | Film     | 2003. június 13.  | 2003. június 13.  |

## Epizódok

### 1. évad
1. Swap.com (első (pilóta) epizód)
2. Stevens Genes
3. Take My Sister... Please
4. What'll Idol Do?
5. All About Yvette
6. Louis in the Middle
7. Foodzilla (a cím szójáték a Godzilla névvel)
8. Family Picnic
9. Scrub Day
10. Easy Way
11. Secrets and Spies
12. Deep Chocolate
13. After Hours
14. Battle of the Bands
15. Heck of a Hanukkah
16. Luscious Lou
17. Get a Job
18. Movie Madness
19. Strictly Ballroom
20. Almost Perfect
21. A Weak First Week

### 2. évad
1. Starstruck
2. Shutterbugged
3. Duck Soup
4. Quest for Coolness
5. Secret World of Girls
6. Broadcast Blues
7. Thin Ice
8. Head Games
9. Love and Basketball
10. Devil Mountain
11. Wild Child
12. Easy Crier
13. A Very Scary Story (halloweeni különkiadás)
14. Sadie Hawkins Day
15. Sibling Rivalry
16. Wombat Wuv
17. Uncle Chuck
18. The Thomas Gribalski Affair
19. Ren-Gate
20. Tight End in Traction
21. Influenza: The Musical
22. Gutter Queen

### 3. évad
1. The Kiss
2. Where in the World Is Pookie Stevens?
3. My Best Friend's Girlfriend
4. Your Toast
5. Band on the Roof
6. Little Mr. Sacktown
7. Raiders of the Lost Sausage (szójáték az Elveszett frigyláda fosztogatói (Raiders of the Lost Ark) című Indiana Jones-film címével.
8. Close Encounters of the Beans Kind (szójáték a Harmadik típusú találkozások (Close Encounters of the Third Kind) című Steven Spielberg-film címével.
9. Short Story
10. Hutch Boy
11. Hardly Famous
12. The King Sloppy
13. Boy on a Rock
14. Dirty Work
15. The Big Splash
16. Beans on the Brain
17. Snow Job
18. Stevens' Manor
19. Model Principal
20. Surf's Up
21. In Ren We Trust (szójáték az "In God We Trust" mondattal)
22. Leavin' Stevens

"The Even Stevens Movie" (Magyar cím: A nagy átverés. Ez volt a sorozat utolsó epizódja, fináléja.)